# Rinnovamento giudaico
Rinnovamento giudaico o anche Rinnovamento ebraico in ebraico התחדשות יהודית ‎? (yiddish:ייִדיש רענעוואַל), è un movimento ebraico recente che si prefigge di rinnovare e rinforzare l'ebraismo con pratiche mistiche, chassidiche, musicali e meditative. Si distingue dal movimento Baal Teshuva di ritorno all'ebraismo ortodosso.
Il termine "Rinnovamento ebraico" descrive "un insieme di pratiche all'interno dell'ebraismo che cercano di rinvigorire un ebraismo che si pensa essere moribondo e statico, con pratiche mistiche chassidiche, musicali e meditative tratte da una varietà di fonti tradizionali e non tradizionali, ebree e non ebree. In questo senso, il Rinnovamento ebraico è un approccio all'ebraismo che si può trovare all'interno di segmenti di qualsiasi corrente o movimento o denominazione ebraici."
Il termine si riferisce anche ad un movimento ebraico emergente, il movimento Jewish Renewal ("Rinnovo Ebraico"), che si descrive come "movimento a livello mondiale, transdenominazionale fondato sulle tradizioni profetiche e mistiche dell'ebraismo." Questo movimento incorpora principi sul femminismo, ecologia e pacifismo.